# ぼくたちはDRYじゃない
『ぼくたちはDRYじゃない』（ぼくたちはドライじゃない）は、飛鳥あるとによる日本の漫画作品。

## 概要
『なかよし』（講談社）において、1990年に連載された。

## 書誌情報
飛鳥あると 『ぼくたちはDRYじゃない』 講談社〈講談社コミックスなかよし〉、全1巻
- 1巻、1990年5月6日発行、ISBN 4-06-178661-X